# Stygobromus baroodyi
Stygobromus baroodyi är en kräftdjursart som beskrevs av John R. Holsinger 1978. Stygobromus baroodyi ingår i släktet Stygobromus och familjen Crangonyctidae. Inga underarter finns listade i Catalogue of Life.